# 小唐纳德·麦克尼尔
小唐纳德·麦克尼尔（英語：Donald Gerard McNeil Jr.，1954年2月1日—）是一位美国记者，出生于加利福尼亚州旧金山，毕业于加利福尼亞大學柏克萊分校修辞学专业，现为《纽约时报》科学与健康专栏作家，知名于对艾滋病和2019冠状病毒病等大流行的报道。